# 森戸英幸
森戸 英幸（もりと ひでゆき、1965年 - ）は、日本の法学者。慶應義塾大学大学院法務研究科（法科大学院）教授。専門は労働法。千葉県出身。

## 経歴
経歴は以下の通り。
- 1988年 - 東京大学法学部卒業
- 1988年 - 東京大学法学部助手
- 1992年 - 成蹊大学法学部専任講師
- 1994年 - 成蹊大学法学部助教授
- 2002年 - 成蹊大学法学部教授
- 2007年 - 上智大学法学部教授
- 2012年 - 慶應義塾大学大学院法務研究科教授

## 著書
- 『プレップ労働法　第5版』（弘文堂、2016年）
- 『ケースブック労働法　第4版』（共著、有斐閣、2015年）
- 『労働法　第2版』（共著、有斐閣、2013年）
- 『いつでもクビ切り社会―「エイジフリー」の罠』(文藝春秋、2009年)
- 『企業年金の法と政策』(有斐閣、2003年)